# Dame Carcas

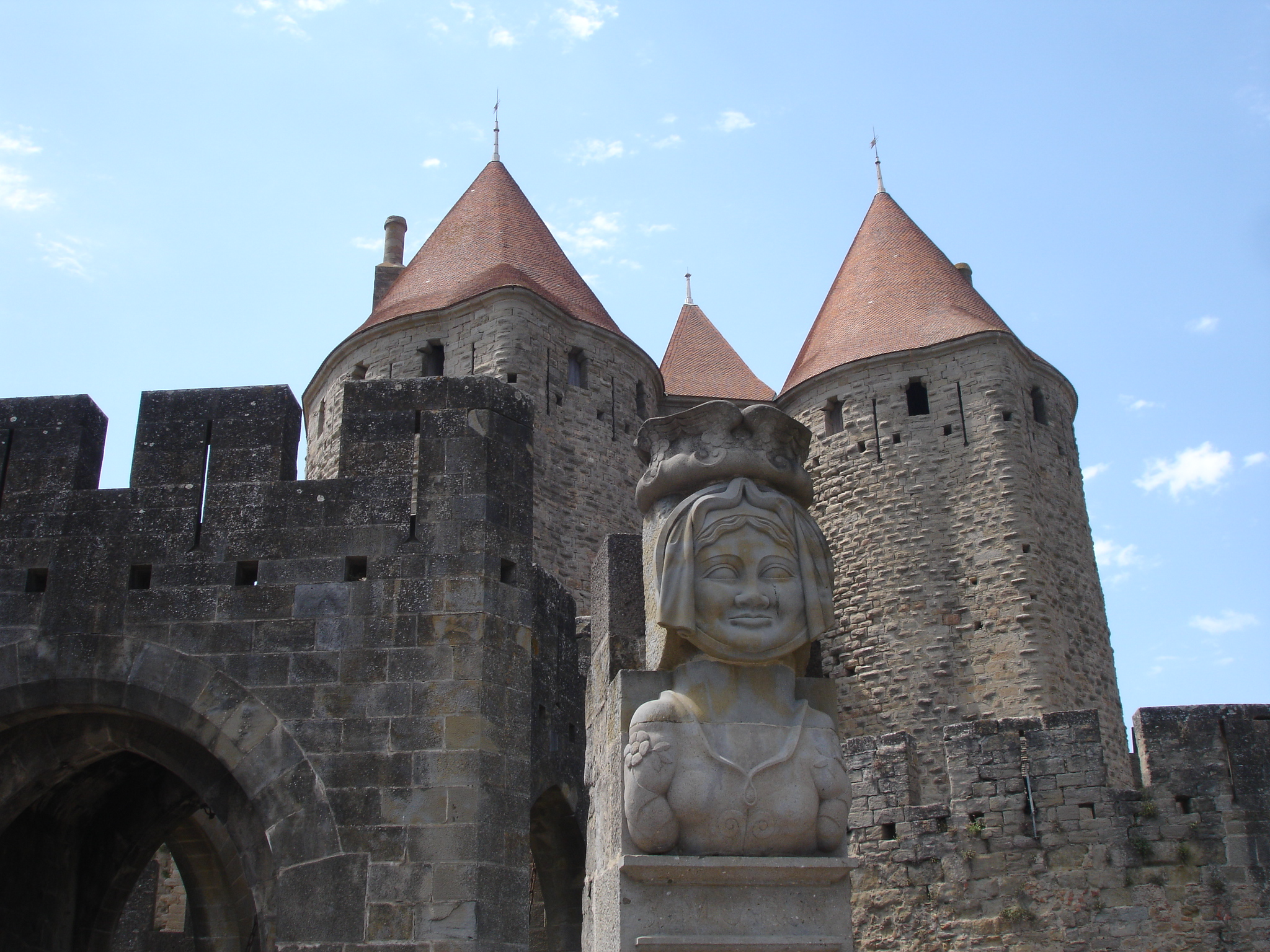
Rèplica del bust de Carcas

La llegenda de Dame Carcas és un mite fundacional sobre l'origen del nom de Carcassona.

## La llegenda
La llegenda té lloc al segle viii, durant les guerres entre cristians i musulmans al sud-oest d'Europa. En aquella època, Carcassona estava sota el regnat sarraí i l'exèrcit de Carlemany era a les portes de la ciutat per conquerir-la pels francs. Una princesa sarraïna anomenada Carcas va governar els cavallers de la ciutat després de la mort del seu marit.
El setge va durar cinc anys. A principis del sisè any, l'aliment i l'aigua s'acabaven. Carcas va fer un inventari de totes les reserves restants. Els vilatans li van portar un porc i un sac de blat. A continuació, va tenir la idea d'alimentar amb blat el porc i després tirar-lo de la torre més alta de les muralles de la ciutat.
Carlemany va aixecar el setge, creient que la ciutat tenia prou de menjar fins al punt de perdre porcs alimentats amb blat. Alegrada per l'èxit del seu pla, Carcas va decidir fer sonar totes les campanes de la ciutat. Un dels homes de Carlemany exclamà: "Carcas, sona!". D'aquí el nom de la ciutat.

## Historicitat
Carcas sembla un personatge de ficció. La llegenda es remunta a tradicions orals del segle xii; Jean Dupre l'escrigué al segle xvi i al segle xvii l'historiador Guillaume Besse i Guillaume Catel. Carlemany no podia haver assetjat Carcassona, perquè el seu pare, Pipí I el Breu, ja havia pres la ciutat als sarraïns el 759.
Altres llegendes semblants uneixen diversos personatges històrics en altres ocasions i llocs amb idees similars. Una de les primeres és del segle vi aC del grec Biant de Priene, que va resistir amb èxit al rei de Lídia, Aliates II, engreixant un parell de mules i expulsant-les de la ciutat assetjada. Quan l'enviat d'Aliates va tornar de Priene, Biant tenia munts de sorra coberta de blat per fer la impressió de recursos abundants.

## Rastres a la ciutat
- A l'entrada del pont llevadís, una rèplica del bust de Carcas dona la benvinguda als visitants. L'original, que data del segle xvi, se'n conserva al castell.
- Hi ha una taverna anomenada «Dame Carcas» a la ciutat.
- Els pastissos anomenats «Friandises de Dame Carcas» es venen a la botiga de queviures de la ciutat.